# Asperula geminifolia
Asperula geminifolia är en måreväxtart som beskrevs av Ferdinand von Mueller. Asperula geminifolia ingår i släktet färgmåror, och familjen måreväxter. Inga underarter finns listade i Catalogue of Life.